# Europaspiele 2015/Aerobic
Bei den Europaspielen 2015 in Baku, Aserbaidschan wurden vom 17. bis 21. Juni 2015 insgesamt zwei Wettbewerbe in der Aerobic ausgetragen.

## Medaillengewinner

### Gemischte Paare
| Platz | Sportler                             | Land     | Punkte |
| ----- | ------------------------------------ | -------- | ------ |
| 1     | Sara Moreno López Vicente Lli Lloris | Spanien  | 21,150 |
| 2     | Michela Castoldi Davide Donati       | Italien  | 21,050 |
| 3     | Duchik Dschanasjan Denis Solojow     | Russland | 20,500 |

Datum: 21. Juni 2015

Teilnehmer:

8.  Antje Nowak/Paul Engel

### Gemischte Mannschaft
| Platz | Sportler                                                                                              | Land     | Punkte |
| ----- | --- | -------- | ------ |
| 1     | Panna Szöllősi Dóra Lendvay Dóra Hegyi Balázs Farkas Dániel Bali                                      | Ungarn   | 21,144 |
| 2     | Lavinia Panaete Bianca Gorgovan Dacian Barna Gabriel Bocșer Lucian Săvulescu                          | Rumänien | 21,094 |
| 3     | Aranzazu Martínez Belén Guillemot Esterlich Sara Moreno López Vicente Lli Lloris Pedro Cabañas Moreno | Spanien  | 20,933 |

Datum: 21. Juni 2015

## Medaillenspiegel
| Rang   | Land     | Gold | Silber | Bronze | Gesamt |
| ------ | -------- | ---- | ------ | ------ | ------ |
| 1      | Spanien  | 1    | 0      | 1      | 2      |
| 2      | Ungarn   | 1    | 0      | 0      | 1      |
| 3      | Italien  | 0    | 1      | 0      | 1      |
| 3      | Rumänien | 0    | 1      | 0      | 1      |
| 5      | Russland | 0    | 0      | 1      | 1      |
| Gesamt | Gesamt   | 2    | 2      | 2      | 6      |